# فرانك كادي
فرانك كادي (بالإنجليزية: Frank Cady)‏ مواليد 08 سبتمبر 1915 في سوسانفيلي، الولايات المتحدة - الوفاة 08 يونيو 2012 في ويلسونفيل، الولايات المتحدة، هو ممثل أمريكي بدأ مسيرته الفنية سنة 1947. امتدت مسيرته الفنية لأكثر من 43 عاما. درس في جامعة ستانفورد.

## الأعمال
- والد العروس
- المدينة الذرية
- النافذة الخلفية
- محاكمة

## روابط خارجية
- فرانك كادي على موقع IMDb (الإنجليزية)
- فرانك كادي على موقع أول موفي (الإنجليزية)
- فرانك كادي على موقع قاعدة بيانات الأفلام السويدية (السويدية)
- فرانك كادي على موقع إن إن دي بي (الإنجليزية)
- فرانك كادي على موقع قاعدة بيانات الفيلم (الإنجليزية)